# Empidideicus variegatus
Empidideicus variegatus är en tvåvingeart som beskrevs av Greathead och Neal L. Evenhuis 2001. Empidideicus variegatus ingår i släktet Empidideicus och familjen svävflugor. Inga underarter finns listade i Catalogue of Life.